# 보편적 음악
보편적 음악은 말그대로 음악을 전공했어야만 가능했던 연주, 노래등을 지금처럼 서민들이 즐길 수 있는 문화로 만들어 주었다. 예를 들면 피타고라스 음계를 만든다 등이 있을것이다 이는 피타고라스가 인류에게 음악의 발전의 시초를 남긴것이나 다름없으며 피타고라스학파를 통해서 전세계로 퍼지게 되었다.